# Hannah Lee Corbin
Hannah Lee Corbin, född 1728, död 1782, var en amerikansk plantageägare. Hon är främst ihågkommen för sitt förslag från 1778 om att myndiga och ensamstående kvinnor borde få rösträtt i det nybildade USA om de, likt henne, förväntades betala skatt.  